# Atsede Baysa

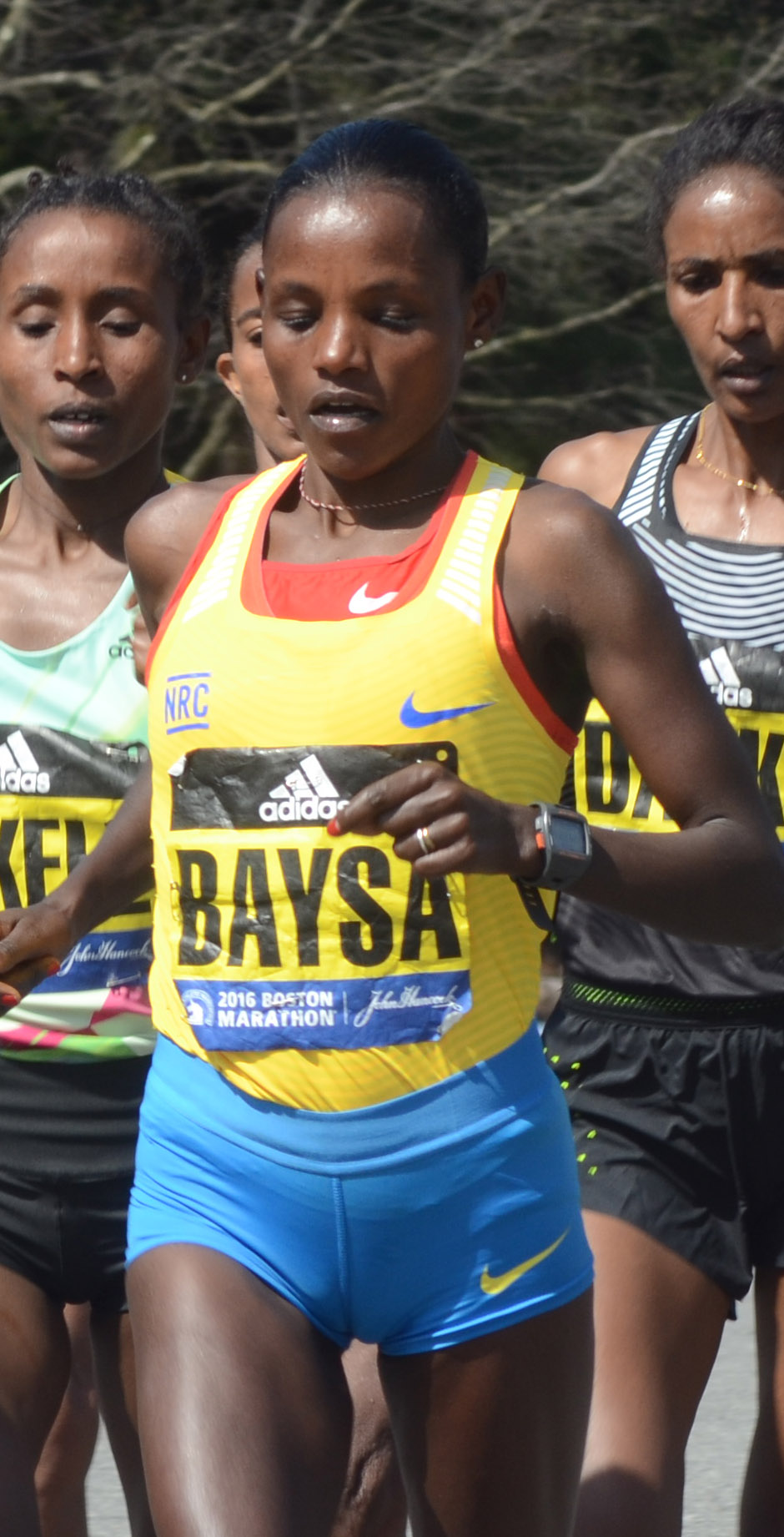
Atsede Baysa 2016 beim Boston-Marathon

Atsede Baysa (* 16. April 1987) ist eine äthiopische Marathonläuferin.
2007 wurde sie bei den Straßenlauf-Weltmeisterschaften in Udine Elfte mit einer Halbmarathonzeit von 1:09:15 h und gewann mit dem äthiopischen Team die Silbermedaille. Kurz danach gewann sie den Istanbul-Marathon in 2:29:08 h.
2008 kam sie über jeweils einen fünften Platz beim Rom-Marathon und beim Toronto Waterfront Marathon nicht hinaus. 2009 gelang ihr der Durchbruch in die Weltspitze, als sie beim Paris-Marathon in 2:24:42 h siegte und dabei ihre Bestzeit um mehr als vier Minuten unterbot. Beim Marathon der Leichtathletik-Weltmeisterschaften in Berlin kam sie auf den 27. Platz, und beim Frankfurt-Marathon wurde sie Siebte.
2010 siegte sie beim Xiamen-Marathon, und beim Paris-Halbmarathon verteidigte beim Paris-Marathon ihren Titel mit dem Streckenrekord von 2:22:04 und wurde Zweite beim Chicago-Marathon. 2015 wurde ihr der Sieg beim Chicago-Marathon zuerkannt, da die ursprüngliche Siegerin Lilija Schobuchowa des Dopings überführt wurde.
Am 15. November 2015 gewann sie die erste Ausgabe des Saitama-Marathons mit 2:25:44 h.
Am 18. April 2016 gewann sie den Boston-Marathon nach 2:29:16 h.